# Râul Corboșești
Râul Corboșești este un afluent al râului Sbârcioara. 

## Hărți
- Harta județului Brașov